# Arsenal VG-33
Arsenal VG-33 byl francouzský celodřevěný stíhací letoun, užívaný za druhé světové války. Vznikl prakticky z koncepce stíhacího letounu Caudron C.714. Nejprve vznikl těžší typ VG-31, později VG-33, který byl poháněn motorem Hispano Suiza HS-12Y. Byla plánována produkce typů VG-36 až VG-39, ale tyto stroje se do výroby nedostaly. VG-40 a VG-50 byly projekty.
Zajímavé je, že to, co mělo být velkou výhodou - lehce dostupná surovina - dřevo, bylo v průběhu vývoje překážkou. Vhodné dřevo ve Francii nebylo, a tak ve zlomovém období Mnichova se urychleně objednávalo ve Velké Británii a Kanadě (zajímavou se tak stává podobná situace LaGGu-3 v SSSR),[ujasnit] ale s dodávkami byly problémy. Dřevěný potah letounů byl obvykle polepen plátnem, opakovaně tmelen, broušen, lakován a leštěn, takže povrch byl velmi hladký.
S výzbrojí jednoho dvacetimilimetrového kanónu Hispano-Suiza HS-404 v ose vrtule a čtyř kulometů MAC vz.34m39 ráže 7,5 mm v křídle mohl být dosti výkonný VG-33 výraznou posilou francouzského letectva a výpočty výkonů plánovaného VG-39, který měl pohánět americký motor Allison V-1710, dávaly předpoklad získání výkonné stíhačky, ale zůstalo již jen u nadějí.

## Specifikace (VG-33 C.1)
Údaje dle

### Technické údaje
- Osádka: 1
- Rozpětí: 10,80 m
- Délka: 8,55 m
- Výška: 3,35 m
- Nosná plocha: 14,00 m²
- Prázdná hmotnost: 2 051 kg
- Vzletová hmotnost: 2 450 kg
- Maximální vzletová hmotnost: 2 720 kg
- Pohonná jednotka: 1 × kapalinou chlazený dvanáctiválcový vidlicový motor Hispano-Suiza 12Y-31
- Výkon pohonné jednotky: 633 kW (861 k) ve výši 3 315 m

### Výkony
- Maximální rychlost: 558 km/h ve výši 5 200 m
- Praktický dostup: 9 500 m
- Stoupavost:
  - Výstup do výše 3 000 m: 3 min 51 s
  - Výstup do výše 6 000 m: 8 min 2 s
- Dolet: 1 060 km (bez přídavných nádrží)

### Výzbroj
- 1 × kanón Hispano-Suiza HS.404 ráže 20 mm se zásobou 60 nábojů
- 4 × kulomet MAC 1934 M39 ráže 7,5 mm s 500 náboji na hlaveň
- 2 × závěsník pro lehké pumy